# 何斌
何斌，又名何廷斌，明朝福建泉州南安人，曾在臺灣擔任荷蘭通事，並向鄭成功建議攻取臺灣以建立反清復明基地。
何斌原為鄭芝龍部屬，後至荷蘭東印度公司擔任通譯、會計，曾經是在臺灣的漢人領袖，但暗中與鄭成功有所往來。在荷人發覺後於1659年（明永曆13年）由德慶溪入臺灣海峽直抵廈門，將多年蒐集的台江內海港道及荷蘭軍隊部署情況上呈鄭成功。另據荷蘭東印度總督約翰·馬特索科爾於1659年12月16日向荷蘭東印度公司本部寄出的報告中指出，身為荷蘭東印度公司翻譯的何斌被發現他為國姓爺收稅的事並受罰後，帶著妻兒與姊夫投靠國姓爺，而此前他在臺灣已欠下高額債務。
何斌向鄭成功說：「臺灣沃野數千里，實霸王之區。若得此地，可以雄其國；使人耕種，可以足其食。上至雞籠、淡水，硝磺有焉。且橫絕大海，肆通外國，置船興販，桅舵銅鐵不憂乏用。移諸鎮兵士眷口其間，十年生聚，十年教養，而國可富，兵可強，進攻退守，真足與中國抗衡也。」同時獻上臺灣地圖，講解原住民形勢，以及水路變化。何斌強調臺灣的糧食與軍用物資充足，貿易位置理想，又有海峽天險，每一項都是鄭軍迫切的需求，使鄭成功非常心動，此為鄭氏攻台並建立反清基地的關鍵。
然而何斌其實刻意誇大了台灣的資源豐沛，實際上當時的台灣的開發程度根本還不足以供養如此龐大的軍隊，在熱蘭遮城的圍城戰中鄭氏的部隊甚至曾一度面臨斷糧的風險，不得不從對岸運糧過來救急，一些部隊缺糧甚至出現逃兵。這一切讓鄭成功深感被騙而大怒，命人把何斌關押起來。之後何斌被放出，他不再受鄭成功重視，被派往前線擔任翻譯。